# Distichophyllum rotundifolium
Distichophyllum rotundifolium är en bladmossart som beskrevs av C. Müller och Brotherus 1900. Distichophyllum rotundifolium ingår i släktet Distichophyllum och familjen Hookeriaceae. Inga underarter finns listade i Catalogue of Life.